# Geb
Geb (hay Seb, Keb) là một vị thần trong tôn giáo Ai Cập cổ đại. Ông là một trong Bộ chín vị thần vĩ đại của Heliopolis.

## Gia đình
Geb là vị thần của Trái Đất. Ông là con của thần không khí Shu và nữ thần độ ẩm Tefnut, là cháu của Atum/Ra. Ông là anh/em và là chồng của nữ thần bầu trời Nut. Cả hai có với nhau 4 người con: Osiris, Isis, Set, Nephthys. 2 người cháu của ông là Horus và Anubis.

## Biểu tượng
Ông được miêu tả trên các bức vẽ là một người đàn ông đội vương miện Atef, hoặc đội một con ngỗng trên đầu - con vật thiêng của thần. Ông đôi khi được tô màu xanh lục, ý muốn nói là cây cỏ từ thân mình mà mọc lên.

## Vai trò
Là một vị thần của mặt đất, ông liên kết với những mạch nước ngầm, những thảm thực vật phát triển trên cơ thể mình. Ông có trách nhiệm giữ những lăng mộ và cũng tham gia vào phiên tòa xét xử tại "Đại sảnh của Ma'at". Những linh hồn bị kết tội sẽ bị ông giam giữ vĩnh viễn dưới lòng đất. Geb thường được xem là một vị thần tốt bụng, giúp cho con người có huê lợi ngoài đồng và chữa lành bệnh tật cho họ.
Geb là vị pharaoh thứ ba của Ai Cập, đứng sau Atum/Ra và Shu. Sau khi Osiris - vị pharaoh thứ 4 bị Set giết hại, ông đã ủng hộ việc đưa cháu mình là Horus lên ngôi. Các pharaoh đều tự nhận mình là "Người thừa kế của Geb".
Để đánh dấu sự lên ngôi của một vị pharaoh, người ta thả bốn con ngỗng ở 4 góc trời với ý nghĩa cầu chúc may mắn cho vị vua mới.

## Thần thoại
Khi thấy Geb và Nut ôm nhau say đắm, thần Ra vô cùng tức giận đã lệnh cho Shu phải chia tách họ ra. Bầu trời và mặt đất được chia cách, tạo ra bầu không khí, từ đó sự sống mới được hình thành. Khi biết Nut có thai, Ra tuyên bố bà "sẽ không sinh con vào bất cứ ngày nào trong năm". Bấy giờ, 1 năm chỉ có 360 ngày. Thoth biết được chuyện nên đã tìm cách giúp bà. Ông cùng thần Mặt trăng Khonsu đánh cờ, và giao ước nếu Khonsu thua thì phải đưa cho Thoth một phần ánh sáng của mình.
Thoth là vị thần trí tuệ nên Khonsu đã thua ông rất nhiều lần, và số ánh trăng thu được đủ tạo thêm 5 ngày nữa. Trong 5 ngày này, Nut đã hạ sinh 5 vị thần: Osiris, Isis, Set, Nephthys và trong một số truyền thuyết, có cả Horus. Về sau, khi các giáo phái khác nhau hình thành, Horus trở thành con trai của Isis và Osiris.
Geb không ngớt buồn phiền vì phải xa cách người mình yêu nên ông đã khóc, nước mắt của ông đã tạo nên các đại dương trên thế giới. Người Ai Cập tin rằng, tiếng cười của ông đã gây nên những trận động đất và ông đã tạo ra những khoáng sản và đá quý cũng như các hang động và núi non.

## Tham khảo

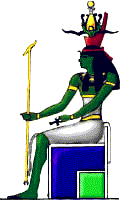
Thần Geb được mô tả với làn da xanh, tượng trưng cho các cánh rừng.

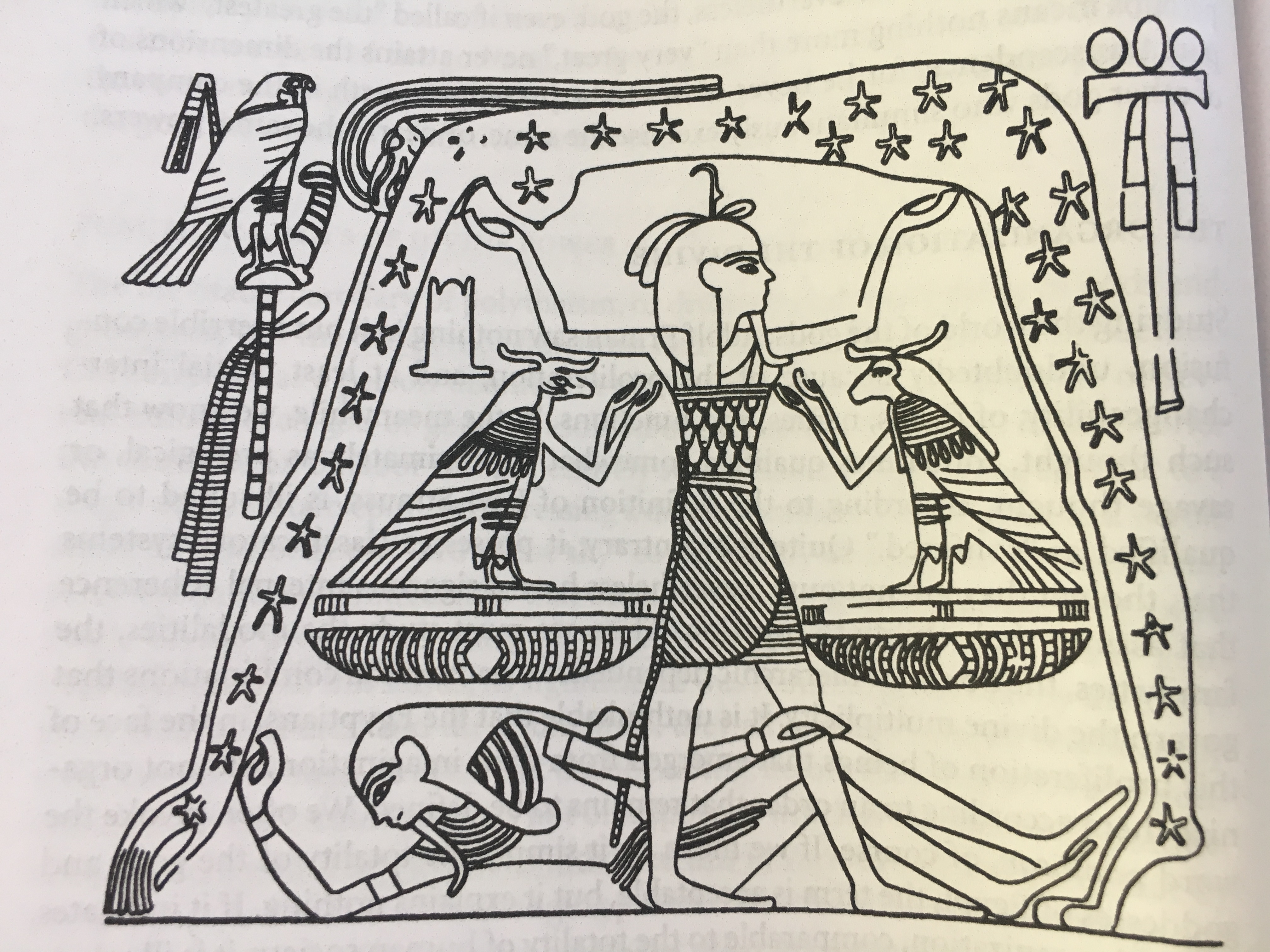
Shu chia tách Geb và Nut. Thần Geb (dưới) trong tư thế khuỵu tay và cong đầu gối (tượng trưng cho đồi núi và thung lũng).